# Monomma prolatum
Monomma prolatum es una especie de coleóptero de la familia Monommatidae. Presemta las siguientes subespecies:
- Monomma prolatum freresi
- Monomma prolatum prolatum

## Distribución geográfica
Habita en Madagascar.